# メルヴィル (サスカチュワン州)
メルヴィル（英: Melville）は、カナダ・サスカチュワン州中東部にある市。レジャイナから北東約145kmの位置にある。人口は約4,600人で、サスカチュワン州で最小規模の市である。

## 歴史
メルヴィルはグランドトランク鉄道とグランドトランク・パシフィック鉄道の社長であったチャールズ・メルヴィル・ヘイズにちなんで名付けられた。ヘイズは沈没したタイタニック号に乗船しており、脱出出来なかったとのことである。
この地域では、1905年にカペル川の支流であるパール川沿いに郵便局が開局しパールパークと呼ばれた。メルヴィルは1960年に州によって市に認定された。

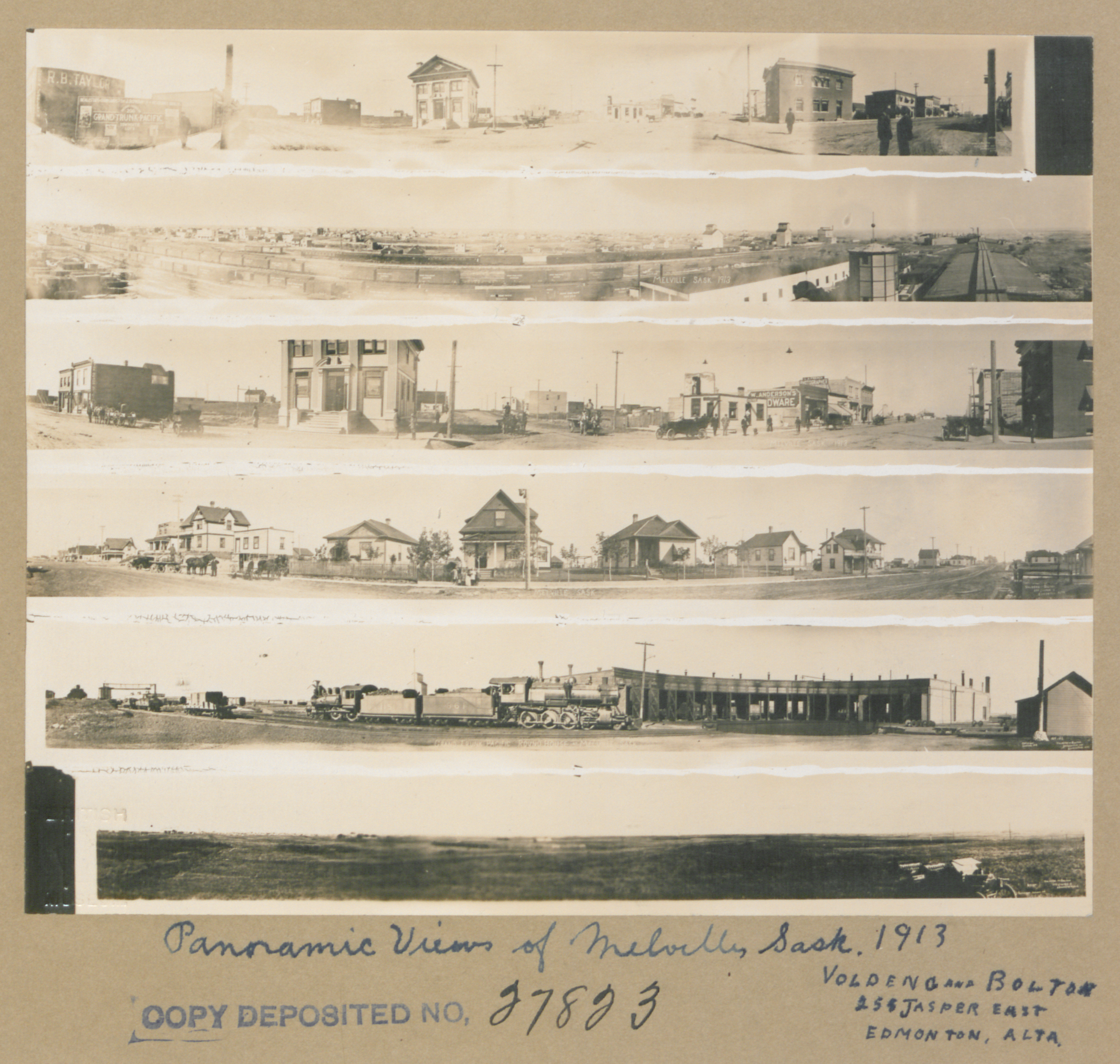
1913年の町の眺望
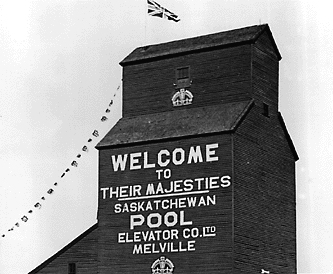
ジョージ6世とエリザベス王妃が1939年に訪問した穀類倉庫
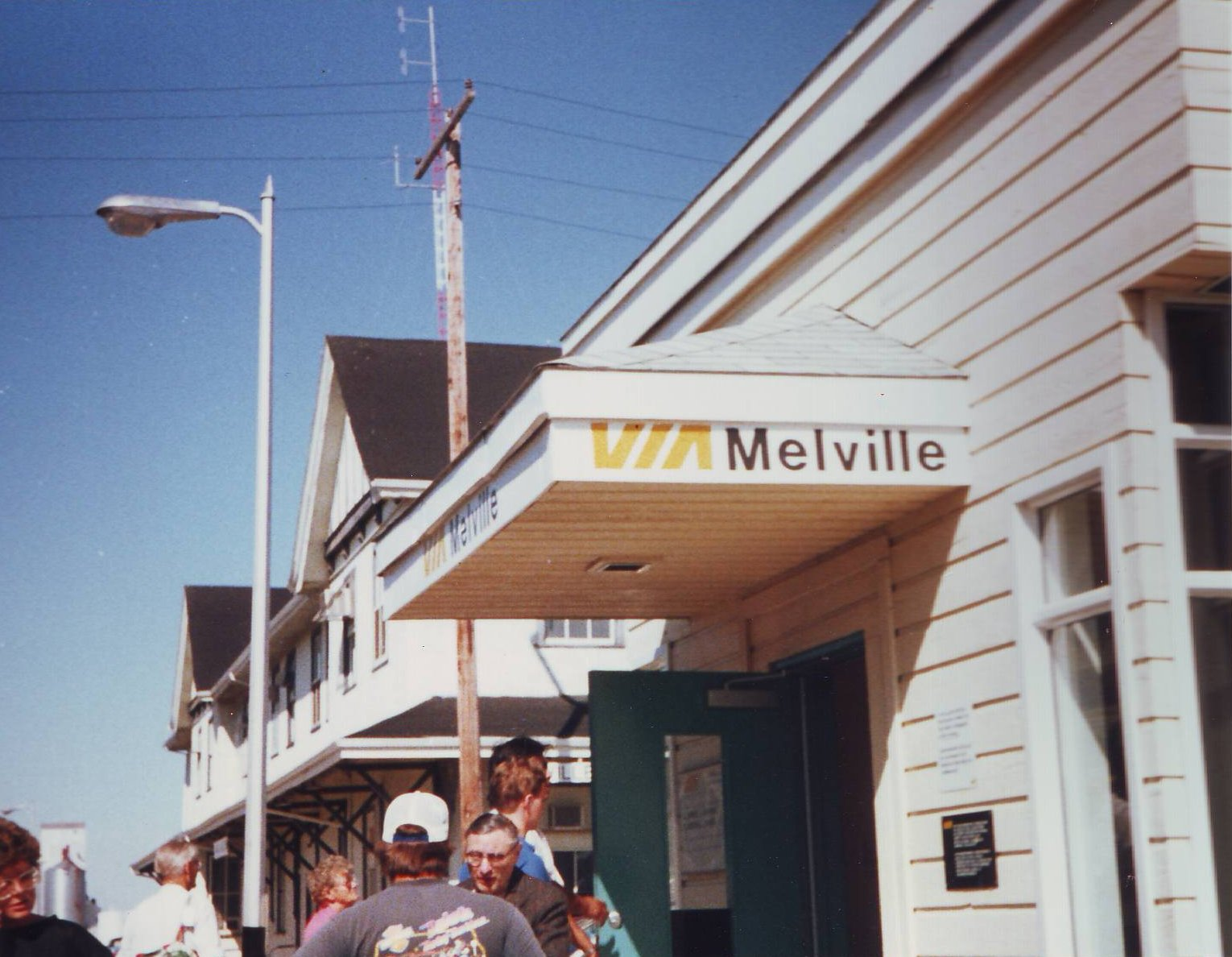
1991年頃のVIA鉄道のメルヴィル駅

## 交通
- 道路
  - サスカチュワン州道10号線
  - サスカチュワン州道15号線
  - サスカチュワン州道47号線
- 鉄道
  - カナディアン・ナショナル鉄道
  - VIA鉄道：大陸横断鉄道カナディアン号も停車する。
- 空港
  - メルヴィル市立空港

## 文化
- 映画「ハンニバル・ライジング」の終盤、ハンニバル・レクターがカナダに渡り「メルヴィル集落」にやって来るシーンがある。但し映画では町は森に覆われていて、サスカトゥーン近郊とされている。